# Un merveilleux dimanche
Pour plus de détails, voir Fiche technique et Distribution.
Un merveilleux dimanche (素晴らしき日曜日, Subarashiki nichiyōbi) est un film japonais réalisé par Akira Kurosawa, sorti en 1947.

## Synopsis
Un jeune couple désargenté, Masako et Yuzo, erre dans un Tokyo en ruines, après la guerre, avec l'espoir de vivre leurs rêves sans avoir les moyens de les concrétiser.

## Fiche technique
- Titre :  Un merveilleux dimanche
- Titre original : 素晴らしき日曜日 (Subarashiki nichiyōbi?)
- Réalisation : Akira Kurosawa
- Scénario : Keinosuke Uegusa
- Production : Sōjirō Motoki
- Société de production : Tōhō
- Musique : Tadashi Hattori
- Photographie : Asakazu Nakai
- Premier assistant opérateur : Takao Saitō
- Décors : Kazuo Kubo (ja)
- Pays d'origine :  Japon
- Langue originale : japonais
- Format : noir et blanc - 1,37:1 - 35 mm - son mono
- Genre : drame, romance
- Durée : 108 minutes[1] (métrage : onze bobines - 2 950 m[1])
- Date de sortie :
  - Japon : 1er juillet 1947[1]

## Distribution
- Isao Numasaki : Yuzo
- Chieko Nakakita : Masako
- Atsushi Watanabe : Yamamoto
- Ichirō Sugai : Yamiya